# 840
Раннє Середньовіччя  •  Епоха вікінгів  •  Золота доба ісламу  •  Реконкіста

## Геополітична ситуація
У Східній Римській імперії триває правління Феофіла. У Каролінзькій імперії завершилося правління Людовика Благочестивого, почалося правління Лотара I та його боротьби з братами. Північ Італії належить Каролінзькій імперії, Рим і Равенна під управлінням Папи Римського, герцогства на південь від Римської області незалежні, деякі області на півночі та на півдні належать Візантії.  Піренейський півострів, окрім Королівства Астурія та Іспанської марки, займає Кордовський емірат. Вессекс підпорядкував собі більшу частину Англії, почалося вторгнення данів.  Існують слов'янські держави: Перше Болгарське царство, Велика Моравія, Блатенське князівство.
Аббасидський халіфат очолює аль-Мутасім. У Китаї править династія Тан. Велика частина Індії під контролем імперії Пала, почалося піднесення Пратіхари. В Японії триває період Хей'ан. Хозарський каганат підпорядкував собі кочові народи на великій степовій території між Азовським морем та Аралом. Територію на північ від Китаю захопили єнісейські киргизи.
На території лісостепової України в IX столітті літописці згадують слов'янські племена білих хорватів, бужан, волинян, деревлян, дулібів, полян, сіверян, тиверців, уличів. У Північному Причорномор'ї співіснують різні кочові племена, зокрема булгари, хозари, алани, тюрки, угри, кримські готи. Херсонес Таврійський належить Візантії.

## Події
- Єнісейські киргизи розбили уйгурів і припинили існування Уйгурського каганату.
- Китай очолив У-цзун.
- 20 червня у віці 52 років помер франкський імператор Людовик I Благочестивий. Каролінзьку імперію очолив його син Лотар I, його брати Людовик II Німецький та Карл ополчилися проти нього.
- Дани висадилися на узбережжі Англії в районі сучасних Саутгемптона та острова Портленд.
- Венеція, васал Візантії, почала карбувати власні монети. Вона уклала договір з імператором Каролінзької імперії Лотаром I про вільну торгівлю в Італії.

## Померли
- Людовик Благочестивий, римський імператор.